# Riverside South (Canary Wharf)
 (avril 2020).
Riverside-South est un projet de gratte-ciel en construction depuis 2014 et toujours pas achevé[Quand ?] dans le quartier du Canary Wharf, à Londres. L'investisseur principal est la banque britannique JP Morgan, qui a acheté un bail de 999 ans sur le site, avec l'intention d'y installer son siège social. Mais l'entreprise a décidé en 2012 de se déplacer dans un bâtiment existant du Canary Wharf, sans connaître la date d'achèvement du projet.

## Projet
La société britannique JP Morgan est à l’origine du projet qui est situé à l'Ouest de l'île aux Chiens, au bord de la Tamise. C'est l'un des rares sites dans la partie occidentale du quartier des docks qui a été identifié comme approprié pour la construction de ce gratte-ciel.
Le projet initial est composé de deux bâtiments de 214 mètres et 189 mètres, conçus par la Richard Rogers Partnership . Le permis de construction a été délivré en 2004.
En avril 2007, le Canary Wharf Group a présenté une nouvelle demande de permis de construction afin d'augmenter la taille du projet de 36 420 m² à 327 255 m².  Les projets initiaux ont été modifiés afin d'augmenter la hauteur de la Tour 1 (de 214 mètres à 235,64 mètres) et de réduire la taille de la Tour 2 (de 189 mètres à 185,84 mètres). Le nouveau projet prévoit également de rehausser le bâtiment central de 25 mètres. Ce projet fut accordé par le London Borough of Tower Hamlets, le 21 juin 2007. Une nouvelle révision a été soumise en octobre 2008, réduisant finalement la hauteur du bâtiment central de 9 mètres. 
La tour 1 du projet deviendra alors le plus haut bâtiment du Canary Wharf, dépassant le One Canada Square d'un mètre.  L'ensemble des bâtiments sera, en termes de surface au sol, parmi les plus grands bureaux en Europe.

## Construction

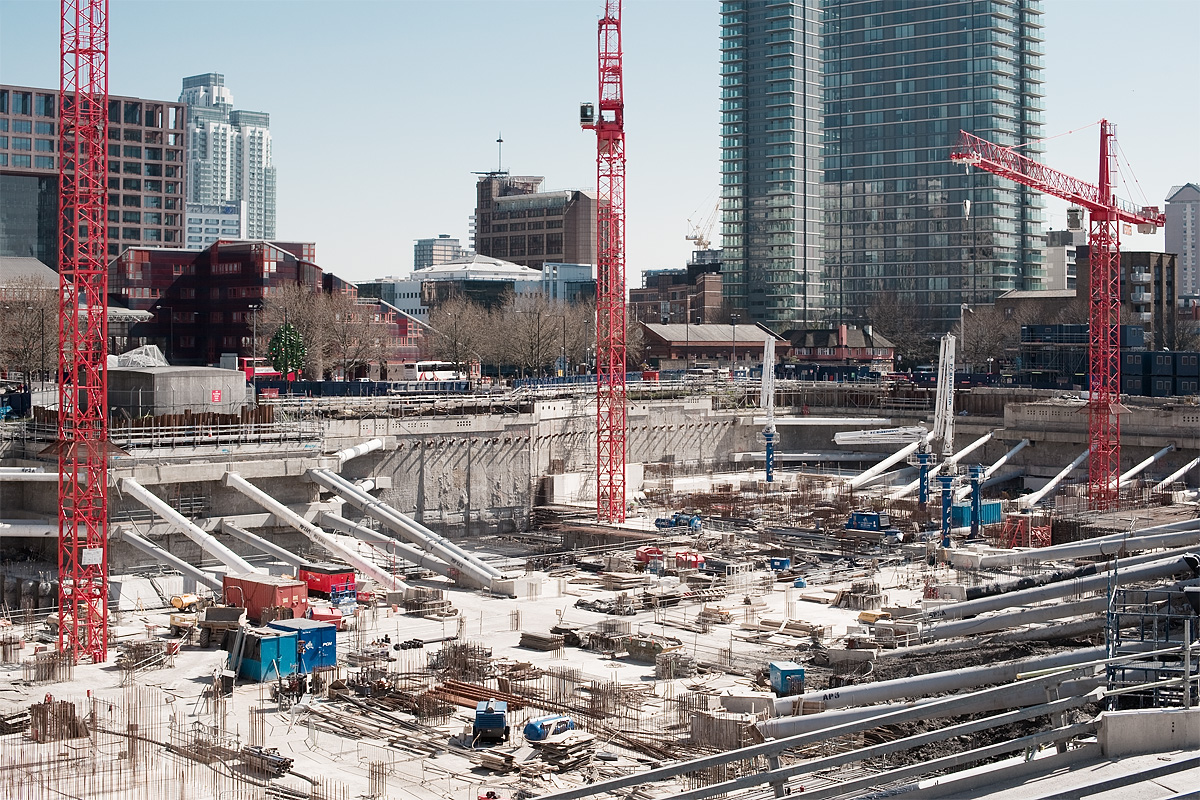
Avancée des travaux en mars 2010

Début 2007, JP Morgan a annoncé le ralentissement de l'avancée du projet. L'entreprise a en effet décidé de s’implanter davantage dans La City. Mais en août 2008, la société a annoncé qu'elle avait finalement signés des accords pour s'installer au Canary Wharf. En novembre 2008, JP Morgan a signé un accord pour l'achat d'un bail de 999 ans pour plus de 280 millions d'euros. 
Canary Wharf Contractors Limited ont été retenus pour construire les fondations et les structures. Les travaux sur la dalle du sous-sol pour la tour 1 ont commencé en juillet 2009.  En décembre 2010, JP Morgan a annoncé qu'il allait déménager son personnel londonien en l'adresse du 25 Bank Street, un petit bâtiment dans le quartier du Canary Wharf, qui était autrefois le bureau londonien de la banque Lehman Brothers.  En avril 2012, JP Morgan a annoncé son intention d'achever la construction. Les travaux devaient commencer en mai 2012 pour une durée de plus de 12 mois. Mais en mai 2013, seuls les travaux de fondation étaient en cours et il est encore difficile de connaître la date exacte de la livraison du projet. 
En septembre 2014, JP Morgan abandonne le développement de Riverside South et met en vente le projet. 

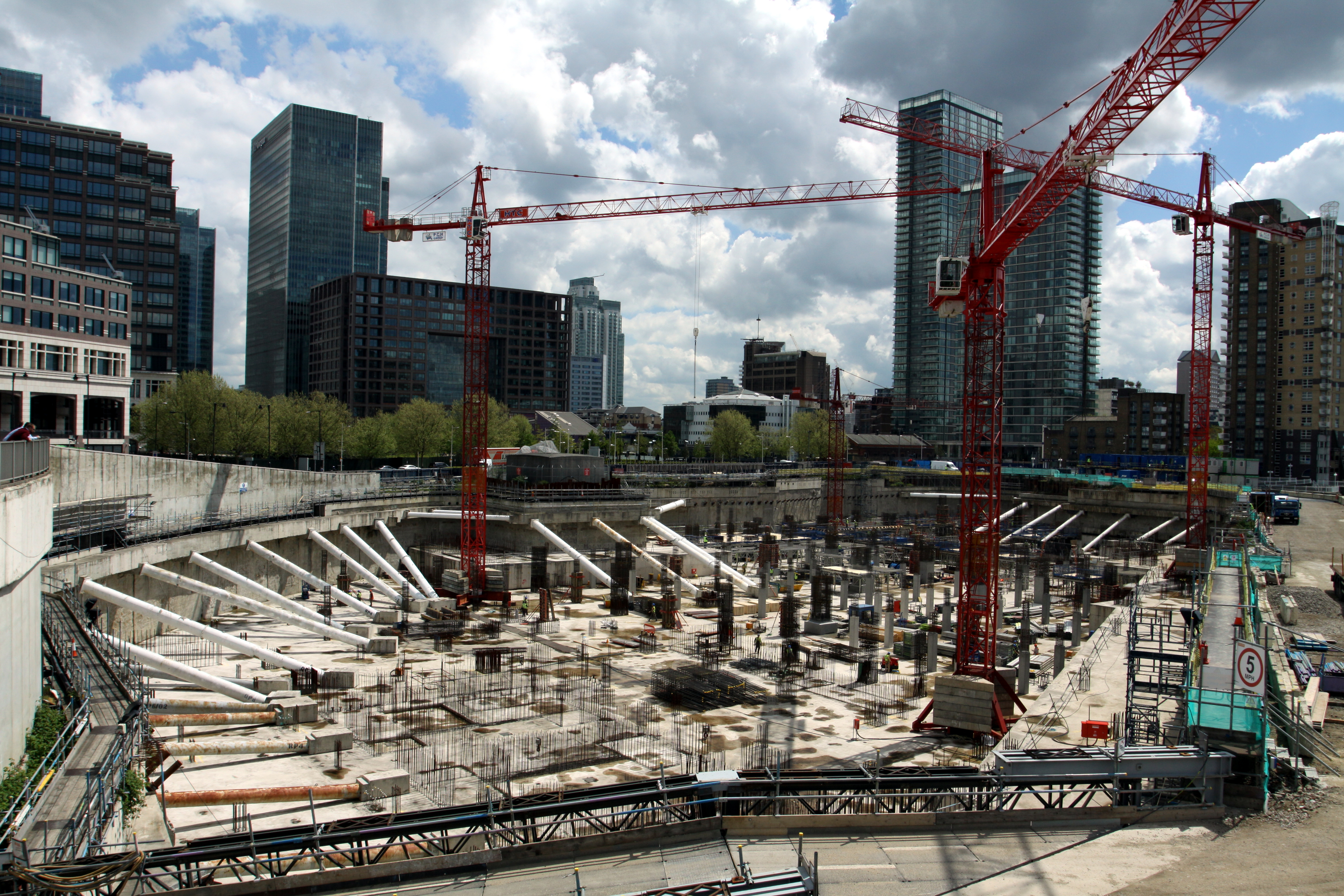
Construction du projet en mai 2013